# Pyskowice
Pyskowice [pɨskɔˈvitsɛ] (deutsch: Peiskretscham) ist eine Stadt am Fluss Drama im Powiat Gliwicki der Woiwodschaft Schlesien in Polen. Die Stadtgemeinde hat ca. 19.000 Einwohner.

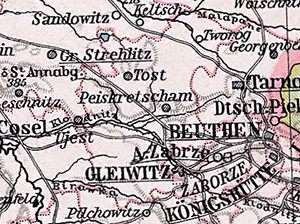
Peiskretscham auf einer Landkarte von 1905

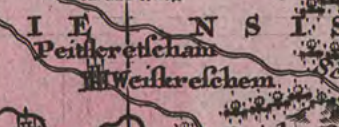
Peiskretscham auf einer Landkarte von 1740

## Geographie
Die Stadt liegt etwa 15 Kilometer nördlich von Gleiwitz. Sie grenzt im Westen an die Gemeinde Rudziniec (Rudzinitz) und im Norden an die Gemeinde Toszek (Tost).

## Geschichte

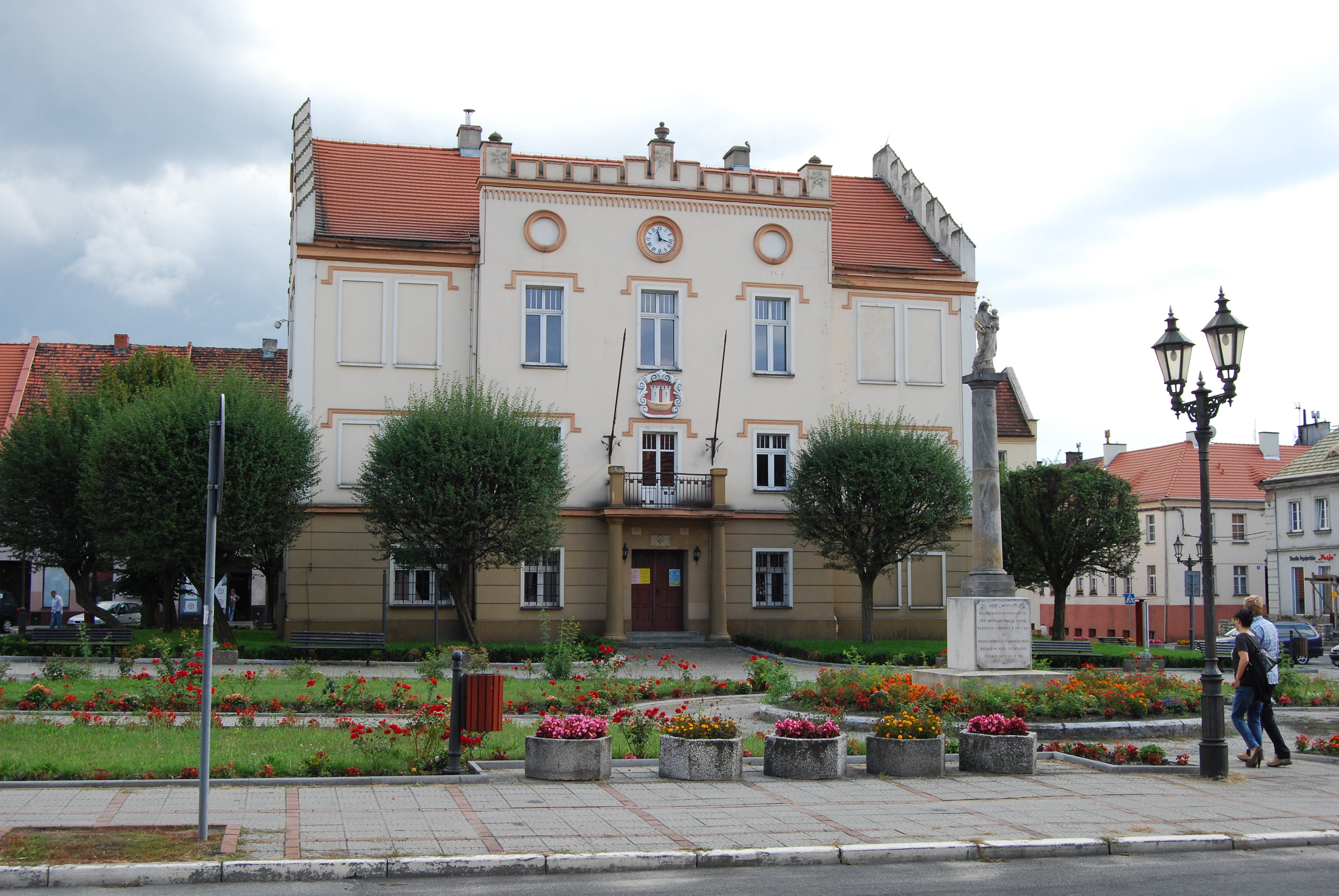
Rathaus am Ring mit der Mariensäule

Erstmals wurde das heutige Pyskowice am 26. Juni 1256 erwähnt. Einer alten Überlieferung zufolge befand sich unweit des Flüsschens Drama ein großer Kretscham (Gaststätte). Es ist wahrscheinlich, dass der Ort Pyskowice um den Kretscham herum entstand, der Kretscham also Grund für die Ortsgründung war. Dieser Umstand trug dazu bei, dass der Ort Pyskowice auch Pisko-Kretscham (Peiskretscham) genannt wurde.
Seit 1327 existierten die Namen Piscowice und Peiskretscham nebeneinander. Die Form Peiskretscham wurde erstmals am 19. Februar 1327 als „Peyzenchreschin“ erwähnt. Der lateinische Name ist Pasqua. Im 16. Jahrhundert kam auch der Begriff Weißkretscham vor. Um 1540 gab es in Peiskretscham innerhalb der Wallanlagen 34 Häuser am Ring und weitere 63 Häuser in den umliegenden Gassen. Jedes Haus besaß einen Hopfengarten.
Im Jahr 1622, der Zeit des Dreißigjährigen Krieges, wurde die Kirche von Peiskretscham durch einen Brand zerstört. Im Mai 1623 hatten 3000 Kosaken und Polen den Ort geplündert und 5000 Taler geraubt. Im Februar 1627 zogen Söldner des Grafen Mansfeld sowie dänische Truppen durch den oberschlesischen Ort Peiskretscham und die größere Stadt Beuthen, die seit 1921 Bytom heißt.
Ab April 1629 wurde die katholische Glaubenslehre wieder verpflichtende Religion. Daneben gab es auch noch die evangelischen Christen, die zunächst ihre Gottesdienste nur im privaten Rahmen ausüben konnten.
Am 22. Juni 1822, als große Teile der Bevölkerung zur Wallfahrt in Annaberg oder auf dem Jahrmarkt in Lublinitz abwesend waren, verwüstete ein großer Brand die Stadt fast vollständig. Dabei verbrannten 171 Häuser und 93 Nebengebäude.
Am Anfang des 20. Jahrhunderts hatte Peiskretscham eine evangelische Kirche, drei katholische Kirchen, eine Synagoge, ein katholisches Schullehrerseminar, ein Waisenhaus und war Sitz eines Amtsgerichts.
Bei der nach dem Ersten Weltkrieg am 20. März 1921 durchgeführten Volksabstimmung stimmten 2503 Wahlberechtigte (73,6 % der abgegebenen Stimmen) für einen Verbleib bei Deutschland, 895 für Polen (26,3 %). Die Wahlbeteiligung betrug 95,9 %. Peiskretscham blieb beim Deutschen Reich (Weimarer Republik). 1933 stieg die Einwohnerzahl auf 7428 an, 1939 lag sie bei 7716 Einwohnern.
Bis April 1945 befand sich Peiskretscham im Landkreis Tost-Gleiwitz, Regierungsbezirk Kattowitz, der preußischen Provinz Schlesien des Deutschen Reichs. Gegen Ende des Zweiten Weltkriegs wurde die Region im Frühjahr 1945 von der Roten Armee besetzt. Nach Kriegsende wurde der deutsche Ort von der Sowjetunion unter polnische Verwaltung gestellt und die polnische Ortsbezeichnung Pyskowice eingeführt. Die neu eingesetzte örtliche polnische Verwaltung vertrieb danach den Großteil der einheimischen Stadtbevölkerung. Die Stadt war nach Kriegsende der Woiwodschaft Schlesien angeschlossen worden und kam 1950 zur Woiwodschaft Kattowitz. Nach allen politischen Umbrüchen kam der Ort 1999 als Stadtgemeinde zum wiedergegründeten Powiat Gliwicki.
| Jahr | Anzahl | Anmerkung                                                                                   |
| ---- | ------ | ------------------------------------------------------------------------------------------- |
| 1811 | 1938   |                                                                                             |
| 1815 | 1749   |                                                                                             |
| 1816 | 1976   |                                                                                             |
| 1820 | 2271   |                                                                                             |
| 1825 | 2648   | davon 46 Evangelische, 2406 Katholiken, 196 Juden                                           |
| 1830 | 3027   |                                                                                             |
| 1840 | 3322   | 79 Evangelische, 2985 Katholiken, 258 Juden                                                 |
| 1850 | 3239   |                                                                                             |
| 1855 | 3402   |                                                                                             |
| 1858 | 3498   |                                                                                             |
| 1861 | 3774   | 65 Evangelische, 3478 Katholiken, 231 Juden                                                 |
| 1871 | 3773   | davon 66–100 Evangelische, 3499 Katholiken, ein sonstiger Christ, 207–210 Juden, 2000 Polen |
| 1905 | 4865   | davon 259 Evangelische, 132 Juden                                                           |
| 1910 | 5331   | am 1. Dezember                                                                              |
| 1933 | 7428   |                                                                                             |
| 1939 | 7716   |                                                                                             |

## Sehenswürdigkeiten (Auswahl)

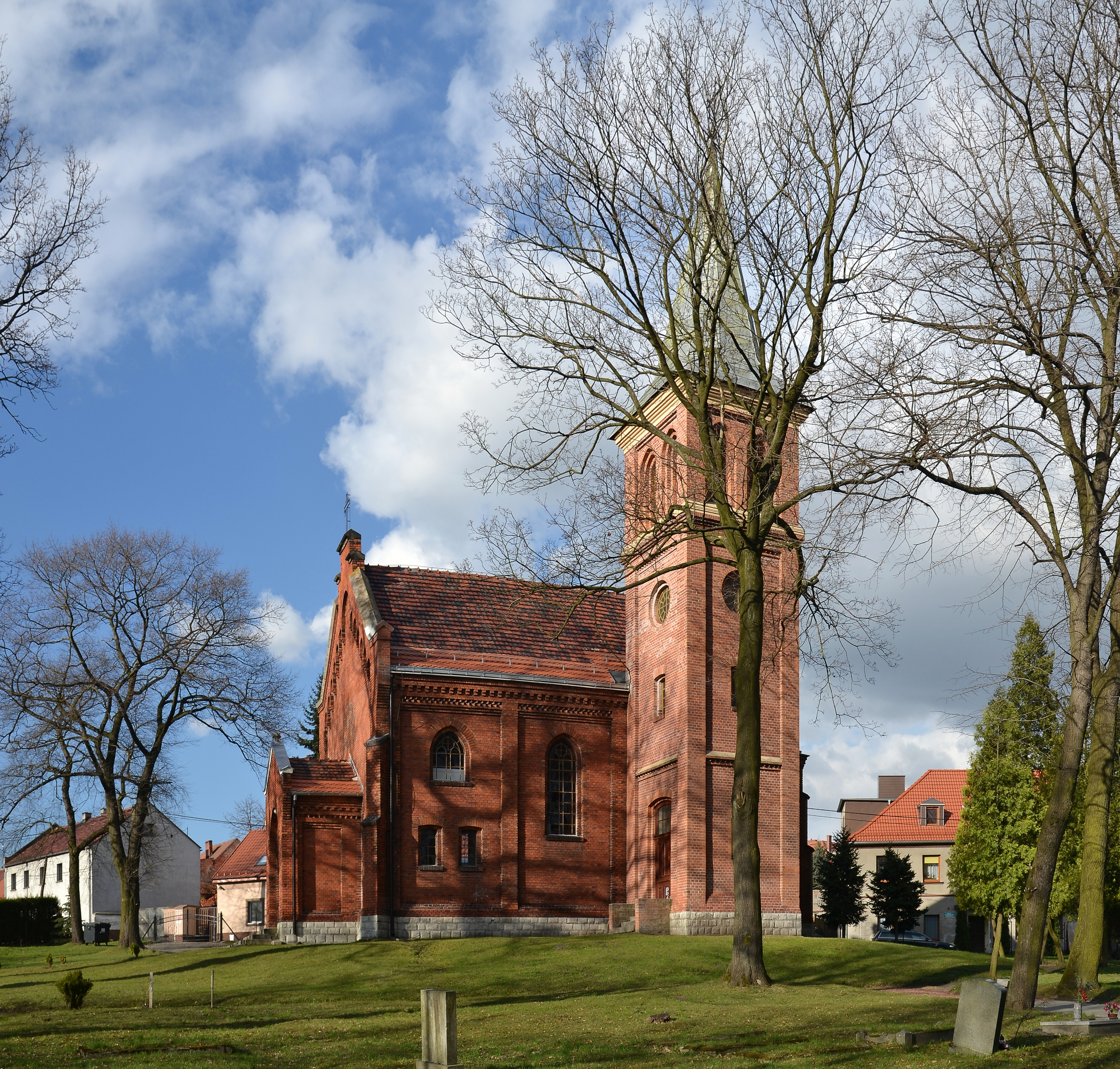
Evangelische Kirche St. Peter und Paul

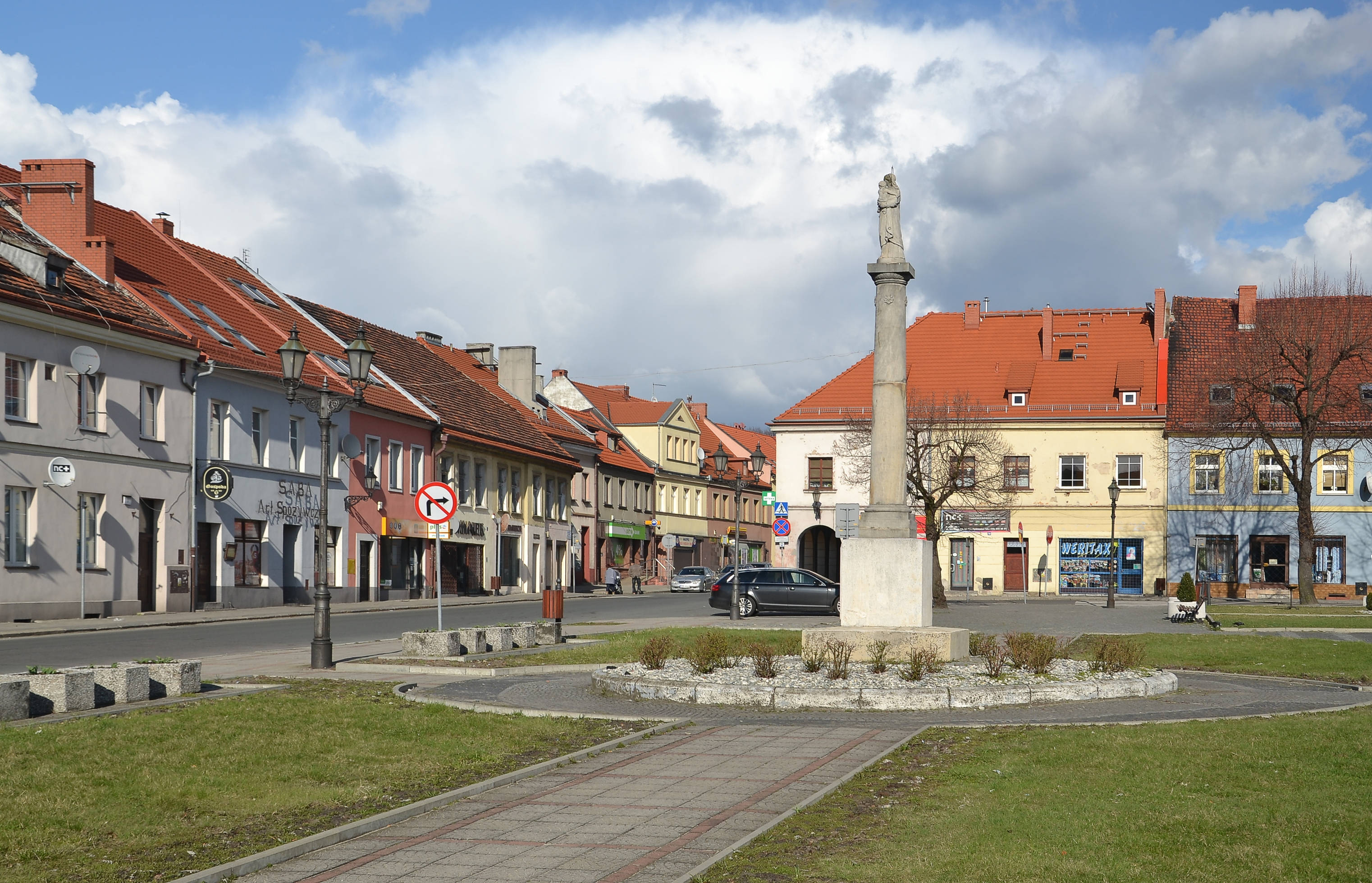
Der Ring

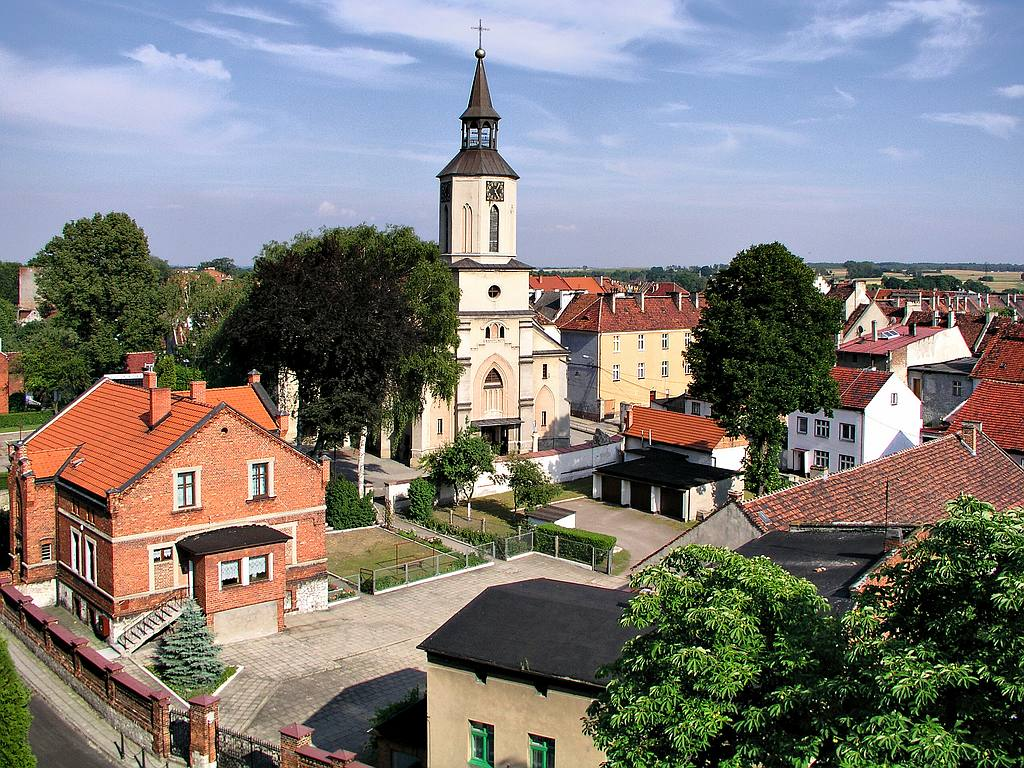
Pfarrkirche St. Nikolaus

- zahlreiche denkmalgeschützte Gebäude aus dem 18. und 19. Jahrhundert in der Altstadt
- mittelalterlicher Grundriss der Altstadt
- Brunnen und Mariensäule auf dem Ring
- (Altes) Rathaus aus dem Jahr 1822; es beherbergt das Heimatmuseum der Stadt
- Die gotische katholische Pfarrkirche St. Nikolaus aus dem 15. Jahrhundert ist das älteste Bauwerk der Stadt.
- Begräbniskapelle St. Stanislaus aus den Jahren 1865 bis 1868
- Kirche St. Peter und Paul aus dem Jahr 1897
- jüdischer Friedhof aus dem Jahr 1830
- Staubecken Dzierżno
- Eisenbahnmuseum
- ehemaliges Amtsgericht mit Gefängnis am Marktplatz[11]

## Politik

### Stadtpräsident
An der Spitze der Verwaltung steht der Stadtpräsident. Von 2007 bis 2018 war dies Wacław Kęska. Die turnusmäßige Wahl im April 2024 brachte folgendes Ergebnis:
- Adam Wójcik (Wahlkomitee „Adam Wójcik – Wirksam für Pyskowice“) 81,8 % der Stimmen
- Mariusz Kasperczyk (Wahlkomitee „Lokale Verwaltung für die Einwohner des Landkreises“) 18,2 % der Stimmen

Damit wurde Amtsinhaber Wójcik bereits im ersten Wahlgang für eine weitere Amtszeit gewählt.
Die turnusmäßige Wahl im Oktober 2018 brachte folgendes Ergebnis:
- Adam Wójcik (Wahlkomitee „Adam Wójcik – Wirksam für Pyskowice“) 67,7 % der Stimmen
- Waldemar Paszkowski (Wahlkomitee „Waldemar Paszkowskis konkrete Dinge für Pyskowice“) 10,7 % der Stimmen
- Krystyna Kołodziej-Ptak (PiS) 9,4 % der Stimmen
- Edward Piotrowski (Wahlkomitee „Edward Piotrowski – Ehrlichkeit und Erfahrung“) 6,2 % der Stimmen
- Sławomir Adamczyk (Wahlkomitee „Vereinigung der Einwohner des Landkreises Gliwice“) 6,0 % der Stimmen

Damit wurde Adam Wójcik bereits im ersten Wahlgang zum neuen Stadtpräsidenten gewählt.

### Stadtrat
Der Stadtrat von Knurów besteht aus 15 Mitgliedern, die in Einzelwahlkreisen gewählt werden. Die Wahl 2024 führte zu folgendem Ergebnis:
- Wahlkomitee „Adam Wójcik – Wirksam für Pyskowice“ 68,8 % der Stimmen, 15 Sitze
- Wahlkomitee „Lokale Verwaltung für die Einwohner des Landkreises“ 24,9 % der Stimmen, kein Sitz
- Koalicja Obywatelska (KO) 5,9 % der Stimmen, kein Sitz
- Übrige 0,4 % der Stimmen, kein Sitz

Die Wahl 2018 führte zu folgendem Ergebnis:
- Wahlkomitee „Adam Wójcik – Wirksam für Pyskowice“ 50,2 % der Stimmen, 13 Sitze
- Wahlkomitee „Vereinigung der Einwohner des Landkreises Gliwice“ 14,7 % der Stimmen, 1 Sitz
- Prawo i Sprawiedliwość (PiS) 14,3 % der Stimmen, kein Sitz
- Wahlkomitee „Zukunft für Pyskowice“ 8,1 % der Stimmen, kein Sitz
- Wahlkomitee „Waldemar Paszkowskis konkrete Dinge für Pyskowice“ 7,0 % der Stimmen, kein Sitz
- Wahlkomitee Andrzej Owczarek 2,1 %, 1 Sitz
- Übrige 3,6 % der Stimmen, kein Sitz

### Städtepartnerschaften
- La Ricamarie, Frankreich
- Scheptyzkyj, Ukraine
- Flörsheim am Main, Deutschland. Am 3. Mai 2005 wurde der Partnerschaftsvertrag in Pyskowice unterzeichnet, am 3. Oktober wurde er in Flörsheim am Main gegengezeichnet.

### Wappen
Das Wappen stellt zwei Türme und eine Wehrmauer dar. Die Türme sollen auf das frühere Schloss zurückgehen. Zwischenzeitlich befand sich im Wappen statt der Wehrmauer ein Halbmond oder ein Kahn.

## Wirtschaft und Infrastruktur

### Verkehr
Große Bedeutung für die Stadt hatte früher die Hohe Straße von Breslau nach Krakau. Der weiter oben erwähnte Kretscham kann als Raststätte angesehen werden.
In der Stadt beginnt die Landesstraße 40 nach Głogówek, welche nach etwa 13 Kilometern die Autostrada A4 kreuzt. Weiterhin führt durch die Stadt die Landesstraße 94.
Einen wirtschaftlichen Aufschwung Ende des 19. Jahrhunderts hatte Peiskretscham der Eisenbahn zu verdanken, da die Eisenbahnstrecke Oppeln–Groß Strehlitz–Beuthen durch Peiskretscham läuft und hier eine Strecke nach Gleiwitz abzweigt. Der ursprünglich große Rangierbahnhof ist stillgelegt und bereits fast vollständig abgebrochen worden.
Außerdem existierte eine Sandbahnlinie ins oberschlesische Industriegebiet.

## Persönlichkeiten

### Söhne und Töchter der Stadt
- Thomas Szczeponik (1860–1927), deutscher Politiker (Zentrum), Mitglied des Reichstages
- Hermann Heyer (1861–1925), deutscher Senatspräsident beim Reichsgericht
- Sigmund Nunberg (1879–1950), deutscher Schauspieler
- Georg Radziej (1895–1972), deutscher Generalleutnant
- Alfred Balthoff (1905–1989), deutscher Schauspieler und Synchronsprecher
- Herbert W. Köhler (1919–2001), deutscher Politiker (CDU)
- Job-Günter Klink (1929–1980), deutscher Pädagoge und Leiter der Pädagogischen Hochschule Bremen
- Dieter Klink (1930–2004), deutscher Politiker (SPD), Präsident der Bremer Bürgerschaft
- Herbert Jelitte (1933–2000), deutscher Slawist, Sprachwissenschaftler und Hochschullehrer
- Jochen Martin (1936–2025), deutscher Althistoriker
- Helmut Kafka (* 1940), ehemaliger deutscher Fußballspieler und Trainer
- Dorothea Duda (* 1951), deutsche Fachärztin für Anästhesiologie
- Agata Buzek (* 1976), polnische Schauspielerin
- C-BooL (Grzegorz Cebula) (* 1981), polnischer DJ und Musikproduzent
- Wojciech Pollok (* 1982), polnisch-deutscher Fußballspieler
- Grzegorz Kasprzik (* 1983), polnischer Fußballtorhüter
- Tomasz Bandrowski (* 1984), polnischer Fußballspieler
- Raffael Gordzielik (* 1985), deutscher Kraftsportler

### Andere mit der Stadt verbundene Persönlichkeiten
- Johannes Chrząszcz (1857–1928), Landesgeschichtsforscher, von 1890 bis 1928 Pfarrer in Peiskretscham.